# Ildefonso Elorreaga
Ildefonso Elorreaga nació en el pueblo de Aspurú en Álava, España, en 1782. Murió en Chile en la Batalla de Chacabuco, el 12 de febrero de 1817.
Llegó muy joven a Chile. Se casó con Manuela Díaz de Salcedo. Se incorporó al ejército, pero al poco tiempo dejó las armas para dedicarse al comercio en Concepción.
Al llegar el realista Antonio Pareja a esta ciudad en marzo de 1813, nombró a Elorreaga comandante de milicias de caballería. Participó en las batallas de 1813 y 1814, contribuyendo activamente en la derrota de los patriotas en el Desastre de Rancagua.
Fue jefe del distrito de Coquimbo y el 13 de noviembre de 1816 comandante del cantón militar de Aconcagua.
- Datos: Q5997333